# Exile in Sarajevo
Exile in Sarajevo (Exílio em Sarajevo, no Brasil) é um documentário australiano de 1996 dirigido por Alma Sahbaz e Tahir Cambis.

## Sinopse
Um desfile de moda se alia ao depoimento de uma garota de oito anos sobre a sobrevivência durante a guerra da Bósnia. A narrativa alia imagens e depoimentos captados na cidade a uma trama ficcional e composições de Andrew Lloyd Webber. O filme retrata a dinâmica da sociedade local na guerra.

## Repercussão
O filme, rodado em oito meses, foi apresentado no Canadá, Estados Unidos e Austrália, além de ter sido premiado com um Emmy em 1998. A repercussão fez com que Exile in Sarajevo fosse exibido pela rede de TV CNN. A revista estadunidense Variety escreveu em sua resenha sobre o filme que "estas e outras histórias e eventos íntimos, se desdobram contra os últimos dias do cerco incapacitante. Mas Exile in Sarajevo fascina, também, por causa das tensões por trás das cenas com própria equipe de produção".
| Ano  | Prêmio             | Categoria           | Resultado |
| ---- | ------------------ | ------------------- | --------- |
| 1998 | Emmy Internacional | Melhor Documentário | Venceu    |